# Nederland op de Paralympische Zomerspelen 1968
Nederland nam deel aan de Paralympische Zomerspelen 1968 in Tel Aviv.

## Medailleoverzicht
| Sport        | Olympiër              | Discipline                             | Medaille |
| ------------ | --------------------- | -------------------------------------- | -------- |
| Boogschieten | Popke Popkema         | FITA Ronde Open (m)                    | Goud     |
| Tafeltennis  | Post                  | Individueel Klasse A1 (m)              | Goud     |
| Tafeltennis  | Noordam               | Individueel Klasse A1 (v)              | Goud     |
| Zwemmen      | Ingrid van der Benden | 50 m Schoolslag special class (v)      | Goud     |
| Zwemmen      | Ingrid van der Benden | 50 m Vrije Slag special class (v)      | Goud     |
| Zwemmen      | Janny Minholts        | 50 m Rugslag special class (v)         | Goud     |
| Zwemmen      | Noordam               | 25 m Rugslag class 1 complete (v)      | Goud     |
| Zwemmen      | Piet Makkes           | 50 m Rugslag special class (m)         | Goud     |
| Zwemmen      | Piet Makkes           | 50 m Vrije Slag special class (m)      | Goud     |
| Zwemmen      | Verschoor             | 50 m Rugslag class 4 incomplete (v)    | Goud     |
|              |                       |                                        |          |
| Boogschieten | Popke Popkema         | Albion Ronde open (m)                  | Zilver   |
| Zwemmen      | Ingrid van der Benden | 50 m Rugslag special class (v)         | Zilver   |
| Zwemmen      | Graveland             | 50 m Schoolslag class 3 incomplete (v) | Zilver   |
|              |                       |                                        |          |
| Zwemmen      | van Driel             | 25 m Schoolslag class 2 incomplete (v) | Brons    |
| Zwemmen      | Janny Minholts        | 50 m Schoolslag special class (v)      | Brons    |
| Zwemmen      | Starre                | 50 m Vrije Slag special class (m)      | Brons    |
| Zwemmen      | Verschoor             | 50 m Vrije Slag class 4 incomplete (v) | Brons    |

## Atletiek
| Plaats                   | Discipline                  | Categorie | Naam       | Afstand | Tijd   | Punten |
| ------------------------ | --------------------------- | --------- | ---------- | ------- | ------ | ------ |
| 25de in de kwalificatie  | Mannen Discuswerpen         | C         | Spronck    | 17.13   |        |        |
| 8ste in de kwalificatie  | Mannen Kegelwerpen          | A         | van Eyk    | 29.52   |        |        |
| 14de in de kwalificatie  | Mannen Kegelwerpen          | A         | G. Tuinier | 27.60   |        |        |
| 33de in de kwalificatie  | Mannen Kogelstoten          | A         | E. Broos   | 4.49    |        |        |
| 14de in de kwalificatie  | Mannen Kogelstoten          | B         | Barendese  | 5.48    |        |        |
| 16de in de kwalificatie  | Vrouwen Kogelstoten         | B         | Geerken    | 3.07    |        |        |
| 27ste in de kwalificatie | Vrouwen Kogelstoten         | C         | Jonker     | 3.07    |        |        |
| 16de in de kwalificatie  | Mannen Precisie Speerwerpen |           | Veldius    |         |        | 66     |
| 54ste in de kwalificatie | Mannen Precisie Speerwerpen |           | Spykerman  |         |        | 56     |
| 5                        | Mannen Wheelen 100 m        | A         | G. Tuinier |         | 25.9   |        |
| 11de in de kwalificatie  | Mannen Wheelen 100 m        | A         | van Eyk    |         | 27.9   |        |
| 14de in de kwalificatie  | Mannen Wheelen 100 m        | C         | Kerkhoven  |         | 25.6   |        |
| 21ste in de kwalificatie | Mannen Wheelen 100 m        | C         | Starre     |         | 26.9   |        |
| 22ste in de kwalificatie | Mannen Wheelen 100 m        | C         | Tak        |         | 27.7   |        |
| 14                       | Mannen Slalom               | A         | G. Tuinier |         | 1:26.7 |        |
| 10                       | Vrouwen Slalom              | B         | Van Driel  |         | 1:34.8 |        |
| 22                       | Mannen Slalom               | B         | Vandenberg |         | 1:31.8 |        |
| 8ste in de kwalificatie  | Mannen Speerwerpen          | A         | van Eyk    | 17.30   |        |        |

## Basketbal
| Paralympiër    | Onderdeel | Resultaat | Prestatie |
| -------------- | --------- | --------- | --------- |
| Namen onbekend | Mannen    |           |           |

## Boogschieten
| Plaats | Categorie                             | Naam          | Punten |
| ------ | ------------------------------------- | ------------- | ------ |
| Zilver | Mannen Albion Ronde open              | Popke Popkema | 798    |
| 18     | Mannen Albion Ronde open              | Piet Blanker  | 712    |
| 21     | Mannen Albion Ronde open              | van Opdorp    | 686    |
| Goud   | Mannen FITA Ronde Open                | Popke Popkema | 2107   |
| 5      | Mannen FITA Ronde Open                | Piet Blanker  | 1981   |
| 33     | Mannen FITA Ronde Open                | van Opdorp    | 1521   |
| 35     | Mannen FITA Ronde Open                | Veldius       | 1391   |
| 13     | Mannen St. Nicholas Ronde dwarslaesie | Vandervis     | 628    |

## Tafeltennis
| Plaats        | Categorie                     | Naam        |
| ------------- | ----------------------------- | ----------- |
| Goud          | Mannen Individueel Klasse A1  | Post        |
| Goud          | Vrouwen Individueel Klasse A1 | Noordam     |
| 8ste finales  | Mannen Individueel Klasse B   | Verstraelen |
| 16de finales  | Vrouwen Individueel Klasse B  | Geerken     |
| 16de finales  | Mannen Individueel Klasse B   | van Buhl    |
| 16de finales  | Mannen Individueel Klasse B   | G. Tuinier  |
| 32ste finales | Mannen Individueel Klasse B   | E. Broos    |
| 16de finales  | Vrouwen Individueel Klasse C  | van Driel   |
| 32ste finales | Mannen Individueel Klasse C   | Barendese   |
| 64ste finales | Mannen Individueel Klasse C   | Koekoek     |

## Zwemmen
| Plaats   | Afstand                 | Categorie          | Naam                  | Tijd/Punten |
| -------- | ----------------------- | ------------------ | --------------------- | ----------- |
| Goud     | Vrouwen 25 m Rugslag    | class 1 complete   | Noordam               | 39.6        |
| (heat 1) | Vrouwen 25 m Rugslag    | class 2 incomplete | Opdorp                | 37.2        |
| Brons    | Vrouwen 25 m Schoolslag | class 2 incomplete | van Driel             | 38.0        |
| 5        | Vrouwen 25 m Schoolslag | class 2 incomplete | Opdorp                | 42.9        |
| 4        | Vrouwen 25 m Vrije Slag | class 2 incomplete | Opdorp                | 35.3        |
| 5        | Mannen 50 m Rugslag     | special class      | Cees Broekman         | 44.8        |
| Goud     | Mannen 50 m Rugslag     | special class      | Piet Makkes           | 40.5        |
| 6        | Mannen 50 m Rugslag     | special class      | Starre                | 45.7        |
| 7        | Mannen 50 m Rugslag     | special class      | Prins                 | 46.7        |
| (heat 1) | Vrouwen 50 m Rugslag    | class 3 incomplete | S. Jonker             | 1:19.8      |
| 6        | Vrouwen 50 m Rugslag    | class 3 incomplete | Graveland             | 1:24.5      |
| Goud     | Vrouwen 50 m Rugslag    | special class      | Janny Minholts        | 48.0        |
| Zilver   | Vrouwen 50 m Rugslag    | special class      | Ingrid van der Benden | 51.3        |
| Goud     | Vrouwen 50 m Rugslag    | class 4 incomplete | Verschoor             | 49.8        |
| Zilver   | Vrouwen 50 m Schoolslag | class 3 incomplete | Graveland             | 1:09.0      |
| Goud     | Vrouwen 50 m Schoolslag | special class      | Ingrid van der Benden | 1:01.2      |
| Brons    | Vrouwen 50 m Schoolslag | special class      | Janny Minholts        | 1:05.0      |
| 4        | Mannen 50 m Schoolslag  | special class      | Cees Broekman         | 49.3        |
| 6        | Mannen 50 m Schoolslag  | special class      | Piet Makkes           | 58.0        |
| Goud     | Mannen 50 m Vrije Slag  | special class      | Piet Makkes           | 32.6        |
| Brons    | Mannen 50 m Vrije Slag  | special class      | Starre                | 35.7        |
| (Heat 2) | Mannen 50 m Vrije Slag  | special class      | Cees Broekman         | 38.5        |
| (Heat 1) | Mannen 50 m Vrije Slag  | special class      | Prins                 | 38.7        |
| 6        | Vrouwen 50 m Vrije Slag | special class      | Janny Minholts        | 1:48.2      |
| Goud     | Vrouwen 50 m Vrije Slag | special class      | Ingrid van der Benden | 42.3        |
| Brons    | Vrouwen 50 m Vrije Slag | class 4 incomplete | Verschoor             | 47.0        |

Frans Hoebeek?
Argentinië · 
Australië · 
België · 
Bondsrepubliek Duitsland · 
Canada · 
Denemarken · 
Ethiopië · 
Finland · 
Frankrijk · 
Groot-Brittannië · 
Ierland · 
India · 
Israel · 
Italië · 
Jamaica · 
Japan · 
Korea · 
Malta · 
Nederland · 
Nieuw-Zeeland · 
Noorwegen · 
Oostenrijk · 
Rhodesië · 
Spanje · 
Zuid-Afrika · 
Zweden · 
Zwitserland